# Euploea niasica
Euploea niasica är en fjärilsart som beskrevs av Moore 1883. Euploea niasica ingår i släktet Euploea och familjen praktfjärilar. Inga underarter finns listade i Catalogue of Life.